# Crimesterdam
Crimesterdam — вірменська рок-група з Єревана. Група відома своїм психоделічним звучанням, на яке мала вплив творчість Oasis, Blur, The Beatles та інших груп.

## Учасники групи
- Артур Солахян — вокал
- Дейв Геодакян — бас
- Юрій Хачатрян — гітари
- Володимир Ованнісян — ударні

## Дискографія

### Альбоми
- 2012 — Obsolete Modern Retro

### Міні-альбоми
- 2011 — Mary Wants To Marry
- 2011 — Your Russian Wife

### Сингли
- 2010 — Yeah Pappa, I'm Smoking (Demo)
- 2012 — Friday (As It Starts)/It Is Not Dying
- 2012 — Underground Glory

### Акустичні записи
- 2011 — Acoustic For Indie Libertines